# Reinaldo Gonzaga
Reinaldo Gonzaga (São Paulo, 7 de dezembro de 1948) é um ator, dublador e narrador brasileiro. É filho do ator Castro Gonzaga.

## Filmografia

### Televisão
| Ano  | Título                     | Personagem                             | Nota                                    |
| ---- | -------------------------- | -------------------------------------- | --------------------------------------- |
| 1970 | A Próxima Atração          | Bentinho                               |                                         |
| 1971 | Minha Doce Namorada        | Walter                                 |                                         |
| 1971 | Caso Especial              | Vitório                                | Episódio: "N.º 1"                       |
| 1972 | A Patota                   | Milton                                 |                                         |
| 1972 | O Primeiro Amor            | Professor Maurício                     |                                         |
| 1973 | Cavalo de Aço              | Felipe                                 |                                         |
| 1973 | Carinhoso                  | Julinho                                |                                         |
| 1975 | Bravo!                     | Jorge                                  |                                         |
| 1976 | Anjo Mau                   | Fernando                               |                                         |
| 1976 | Saramandaia                | Epaminondas                            |                                         |
| 1977 | Dona Xepa                  | Edson Soares da Costa                  |                                         |
| 1978 | Te Contei?                 | Wagner Bueno                           |                                         |
| 1978 | O Pulo do Gato             | Repórter                               | Participação Especial                   |
| 1978 | Sítio do Picapau Amarelo   | São Jorge                              | Episódio: "O Outro Lado da Lua"         |
| 1979 | Pai Herói                  | Hilário Brandão                        |                                         |
| 1979 | Carga Pesada               | Jogador                                | Episódio: "BR Futebol Clube"            |
| 1979 | Aplauso                    | Capitão da Guarda                      | Episódio: "O Tesouro de Chica da Silva" |
| 1980 | Chega Mais                 | Roberto                                |                                         |
| 1980 | As Três Marias             | Augusto                                |                                         |
| 1982 | Sétimo Sentido             | Gilson Pratini                         |                                         |
| 1983 | Pão Pão, Beijo Beijo       | Chadade                                |                                         |
| 1983 | Caso Verdade               | Alexandre                              | Episódio: "História de Pescador"        |
| 1984 | Marquesa de Santos         | Embaixador Áurio                       |                                         |
| 1985 | Programa de Domingo        | Apresentador                           |                                         |
| 1985 | Grande Sertão: Veredas     | Padre Missionário                      |                                         |
| 1985 | A Gata Comeu               | Antônio                                |                                         |
| 1986 | Selva de Pedra             | Marcelo                                |                                         |
| 1988 | Fera Radical               | Vítor Menezes                          |                                         |
| 1989 | O Salvador da Pátria       | Bento Crispim                          |                                         |
| 1990 | Fronteiras do Desconhecido | Geraldo Pudim                          | Episódio: "Adelino, Uma Vida de Amor"   |
| 1992 | Pedra sobre Pedra          | Paulo Henrique                         |                                         |
| 1992 | A Nave Mágica/Byte-Bit     | Caçador                                | Especial de dia das crianças            |
| 1992 | Você Decide                | —                                      | Episódio: "Sagrada Família"             |
| 1993 | Contos de Verão            | Humberto                               |                                         |
| 1995 | Irmãos Coragem             | Lourenço D'ávila                       |                                         |
| 1995 | Você Decide                | —                                      | Episódio: "Dor de Amor"                 |
| 1996 | Xica da Silva              | Felisberto Caldeira Brant              |                                         |
| 1999 | Tiro e Queda               | Rogério Pires                          |                                         |
| 2000 | Aquarela do Brasil         | José                                   |                                         |
| 2004 | Senhora do Destino         | Rodolfo Macedo                         |                                         |
| 2006 | Paixões Proibidas          | João Araújo                            |                                         |
| 2006 | Carga Pesada               | Juvenal / Antônio Albuquerque de Jesus | Episódio: "Mistério no Trecho"          |
| 2009 | A Lei e o Crime            | Válter                                 |                                         |
| 2011 | Amor e Revolução           | General Alcides Guerra                 |                                         |

### Cinema
| Ano  | Título                                  | Personagem               |
| ---- | --------------------------------------- | ------------------------ |
| 2023 | Barão Hirsch - O Judeu de Quatro Irmãos | Maurice de Hirsch        |
| 2003 | Negócio Fechado                         | Compadre Juquita Ribeiro |
| 1981 | Consórcio de Intrigas                   | Detetive Rui             |
| 1979 | Os Noivos                               | Otávio                   |
| 1977 | Os Amores da Pantera                    | Rafael Stalck            |
| 1976 | Memórias do Carnaval                    | Narrador                 |

## Teatro[7]
- 2024 - O Controle[8]
- 2015 - Radiofonias Brasileiras
- 2008 - Otelo
- 2001 - Conduzindo Miss Daisy
- 1996 - Blackout
- 1994/1995 - Galileu Galilei
- 1991 - O Baile de Máscaras
- 1987 - A nossa voz
- 1981 - O Melhor dos Pecados
- 1976 - Doce Pássaro da Juventude
- 1975 - Testemunha da Acusação
- 1974 - Chiquinha Gonzaga
- 1967 - O Beijo no Asfalto
- 1967 - Massacre
- 1966 - O Enxoval de Casamento
- 1966 - Ceia de Natal